# Flyktingloppet
Flyktingloppet, på nynorska och bokmål: flyktingerennet, är en skidtävling i klassisk stil som man åker från Norge till Sverige. Loppet, som genomförts sedan 1950, åks till minnet av de flyktingar som under andra världskriget flydde från Norge över Kölen. Från och med 1964 finns det en damklass. Loppet har haft mer än 2 000 deltagare under 2000-talets första decennium och har också en elitklass.
Starten sker i Nordli i Norge och målgången sker efter 44 km i Gäddede i norra Jämtland. Loppet följer i stort sett den väg som flyktingarna tog under kriget. Banan är kuperad med nästan 300 meters höjdskillnad. Banan går i början upp på fjället ovanför trädgränsen och därefter är det alpina utförslöpor några kilometer. Mot slutet en brant signing på 4 kilometer upp mot Muruhatten och sedan utför i 7 kilometer.
År 1977 delades segern i herrarnas lopp av de norska åkarna Oddvar Brå och Magne Myrmo.
Prisutdelningen sker i Gäddede kyrka.
Vår och sommar genomförs ett terränglopp, kallat Portfjelløpet, och en cykeltävling, kallad Flyktingerittet, i samma område. Tillsammans utgör de tre loppen Flyktingtrippeln.

## Segrare

### Herrar
| - 1950 Hemming Hemmingsson - 1951 Nils Eriksson - 1952 Magnar Estenstad - 1953 Sigvard Jonsson - 1954 Sigvard Jonsson - 1955 Magnar Ingebrigtsli - 1956 Sigvard Jonsson - 1957 Sigvard Jonsson - 1958 Sverre Stensheim - 1959 Sverre Stensheim - 1960 Janne Stefansson - 1961 Magnar Lundemo - 1962 Takashi Matsuhasi, Japan - 1963 Sverre Stensheim - 1964 Melker Risberg - 1965 I. Skjemstad - 1966 Melker Risberg - 1967 Melker Risberg - 1968 Melker Risberg - 1969 Pål Tyldum - 1970 Pål Tyldum - 1971 Pål Tyldum - 1972 Jan Halvarsson - 1973 Sven-Åke Lundbäck | - 1974 Jan Halvarsson - 1975 Pål Tyldum - 1976 Pål Tyldum - 1977 Oddvar Brå och Magne Myrmo - 1978 Ove Aunli - 1979 Oddvar Brå - 1980 Oddvar Brå - 1981 Thomas Wassberg - 1982 Inställt p.g.a. översvämning - 1983 Ove Aunli - 1984 Lars Göran Dahl - 1985 Ove Aunli - 1986 Terje Langli - 1987 Sture Sivertsen - 1988 Ola Berget - 1989 Oddvar Brå - 1990 Gunde Svan - 1991 Terje Langli - 1992 Sture Sivertsen - 1993 Aleksej Prokurorov - 1994 Sture Sivertsen - 1995 Terje Langli - 1996 Erling Jevne - 1997 Erling Jevne | - 1998 Frode Estil - 1999 Frode Estil - 2000 Erling Jevne - 2001 Erling Jevne - 2002 Frode Estil - 2003 Anders Södergren - 2004 Anders Södergren - 2005 Frode Estil - 2006 Frode Estil - 2007 Oskar Svärd - 2008 Petter Northug - 2009 Anders Högberg - 2010 Petter Northug - 2011 Eldar Rønning - 2012 Niklas Dyrhaug - 2013 John Kristian Dahl - 2014 Niklas Dyrhaug - 2015 John Kristian Dahl - 2016 Johan Kjølstad - 2017 Petter Northug - 2018 Petter Northug - 2019 Oskar Kardin - 2020 Inställt - 2021 Inställt | - 2022 Ole Jørgen Bruvoll - 2023 Emil Persson - 2024 Nils Dahlsten - 2025 Markus Hallén Johansson |

### Damer
| - 1964 Britt Strandberg - 1965 Britt Strandberg - 1966 Barbro Martinsson - 1967 Britt Strandberg - 1968 Babben Enger - 1969 Berit Mørdre - 1970 Inger Aufles - 1971 Berit Mørdre - 1972 Berit Mørdre - 1973 Berit Mørdre - 1974 Lilian Olsson - 1975 Inger Aufles - 1976 Meeri Bodeli - 1977 Vigdis Rønning - 1978 Vigdis Rønning - 1979 Marit Myrmæl | - 1980 Vigdis Rønning - 1981 Vigdis Rønning - 1982 Inställt p.g.a. översvämning - 1983 Vigdis Rønning - 1984 Vigdis Rønning - 1985 Berit Aunli - 1986 Gunn Finne - 1987 Inger Lise Hegge - 1988 Unni Hovdal - 1989 Unni Hovdal - 1990 Inger Lise Hegge - 1991 Inger Lise Hegge - 1992 Beate Brevik - 1993 Line Selsnes (15km) - 1994 Kristin Kjevbu (15km) - 1995 Marit Storeng (15km) | - 1996 Marit Mikkelsplass - 1997 Trude Dybendal Harts - 1998 Antonina Ordina - 1999 Bente Martinsen - 2000 Inger Lise Hegge - 2001 Elin Nilsen - 2002 Kine Beate Bjørnås - 2003 Marit Bjørgen - 2004 Kristin Mürer Stemland - 2005 Susanne Nyström - 2006 Kine Beate Bjørnås - 2007 Marte Elden - 2008 Ragnhild Hoel - 2009 Ida Olsson - 2010 Karianne Gåsland Bjellånes - 2011 Marte Elden | - 2012 Sara Svendsen - 2013 Astrid Øyre Slind - 2014 Heidi Weng - 2015 Masako Ishida - 2016 Masako Ishida - 2017 Ida Ingemarsdotter - 2018 Astrid Øyre Slind - 2019 Astrid Øyre Slind - 2020 Inställt - 2021 Inställt - 2022 Laila Kveli - 2023 Ida Dahl - 2024 Hedda Bångman - 2025 Laila Kveli |

### Fotnoter
1. ↑  Hans Andersson (29 mars 2013). ”Norge och Japan i Flyktingloppet”. Östersundsposten. http://www.op.se/sport/langdskidor/norge-och-japan-i-flyktingloppet. Läst 4 mars 2016.